# Schloss Möchling

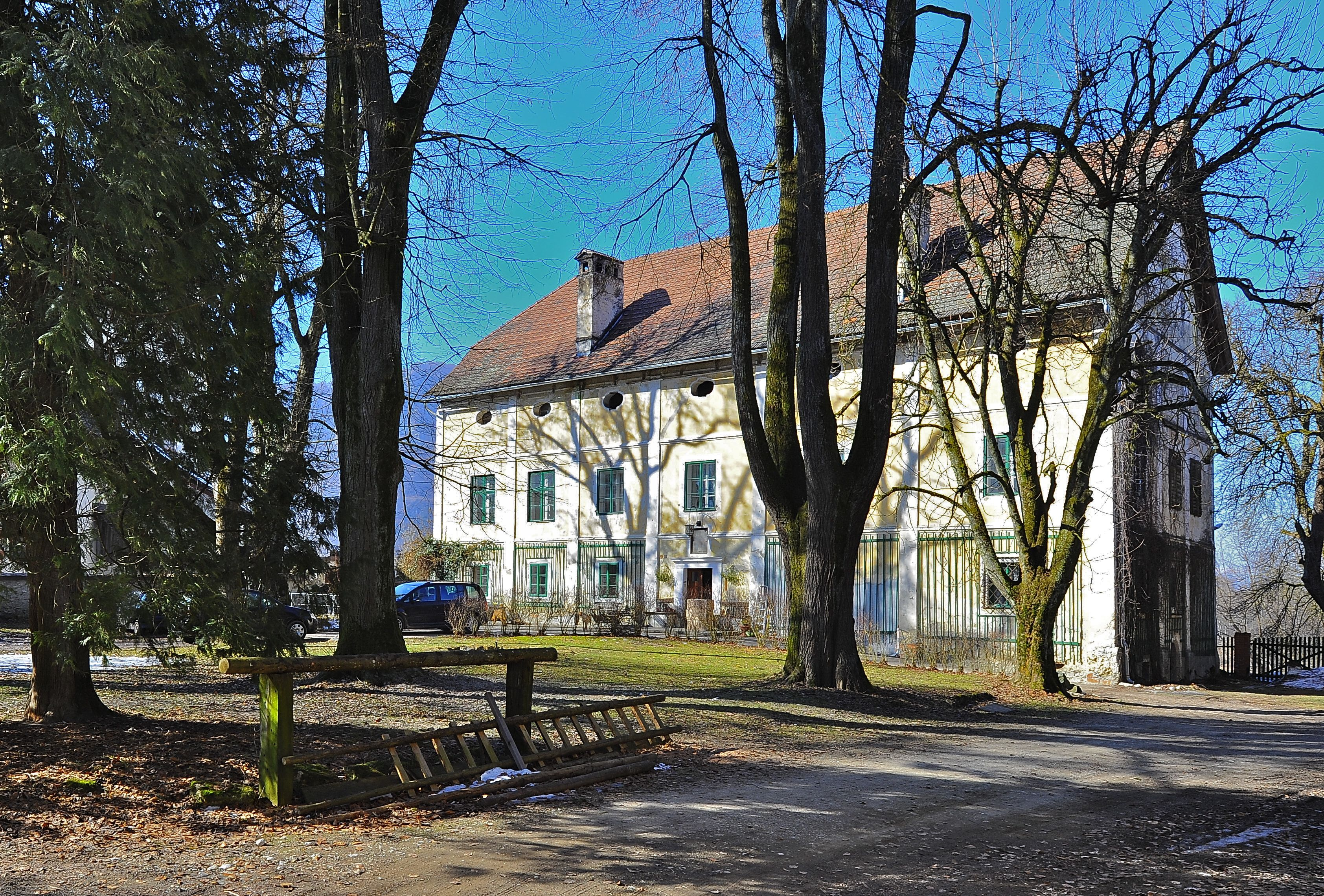
Schloss Möchling (2011)

Das Schloss Möchling in der Gemeinde Gallizien war von 1123 bis 1770 im Eigentum des Stiftes St. Paul im Lavanttal und der Sitz des Pflegers. Das Gebäude steht unter Denkmalschutz (Listeneintrag).

## Beschreibung
Der im Kern spätmittelalterliche Bau wurde nach einem Brand von 1666 barock umgebaut. Das Gebäude besteht aus zwei Wohngeschoßen und einem ursprünglichen Speichergeschoß mit Satteldach. Die Fassaden werden durch Putzdekor mit flachen, von durchgehenden, schwach profilierten Gesimsen unterbrochenen Lisenen gegliedert. Das Hauptportal an der Hofseite weist breite, steinerne Gewände und eine profilierte Überdachung auf. An der Nordostfassade bildet ein abgefastes Rundbogenportal des 16. Jahrhunderts den Zugang zum Keller. Manche Fenster besitzen schmiedeeiserne Fensterkörbe aus dem 16. Jahrhundert. Im Erdgeschoß befindet sich eine querliegende, zweischiffige Eingangshalle mit einem kleinen Kreuzgewölbe, von einem rechteckigen Mittelpfeiler getragen. Der Festsaal im ersten Obergeschoß besitzt eine künstlerisch wertvolle Stuckdecke. Das mittlere Deckengemälde besteht aus kaum mehr deutbaren Darstellungen und mehreren Wappen, unter anderem das des Abtes Albert Reichard (1677–1727). Die weiteren acht kartuschenförmigen kleinen Deckengemälde mit Darstellungen aus dem Leben der Hildegard von Stein werden von reichem Stuckdekor gerahmt, das den Brüdern Gabriel und Johann Peter Wittini zugeschrieben wird.